# Stereodmeta xylodeta
Stereodmeta xylodeta är en fjärilsart som beskrevs av Edward Meyrick 1931. Stereodmeta xylodeta ingår i släktet Stereodmeta och familjen stävmalar. Inga underarter finns listade i Catalogue of Life.